# Skydning under sommer-OL 2016 - 10 meter luftriffel (herrer)
Mændenes 10 meter luftriffelkonkurrence ved sommer-OL 2016 fandt sted den 8. august 2016.